# ジョン (イギリス王子)
ジョン（英語: Prince John、洗礼名：ジョン・チャールズ・フランシス; John Charles Francis、1905年7月12日 - 1919年1月18日）は、イギリスの王族。
ジョージ5世とメアリー妃の五男で、エドワード8世、ジョージ6世らの末弟にあたる。

## 生涯

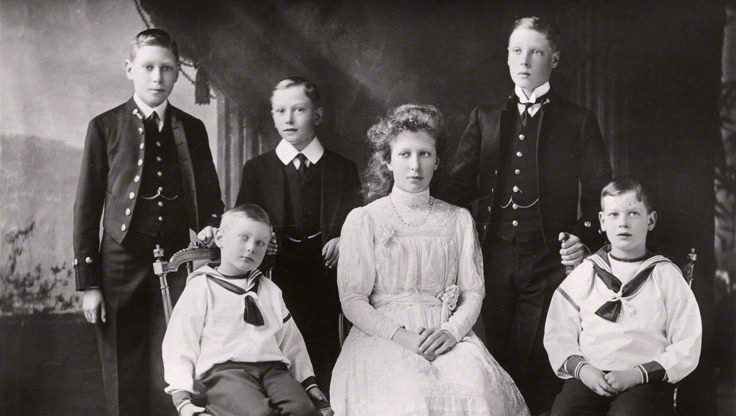
1912年に撮影された、ジョージ5世の子供たち。前列左からジョン王子、姉のメアリー王女、兄のジョージ王子。後列左から兄のアルバート王子、ヘンリー王子、プリンス・オブ・ウェールズのエドワード王子

1905年7月12日、ノーフォークのサンドリンガム・ハウス内のヨーク・コテージにて生まれる。
同年8月3日に洗礼を受け、ポルトガル王カルロス1世、ギリシャ王太子夫妻（のちのコンスタンティノス1世とソフィア妃）、アリス・オブ・オールバニ、ノルウェー王ホーコン7世、初代ファイフ公爵アレクサンダー・ダフらが代父母となった。
生来自閉症があったことに加え、4歳の時に初めててんかんの発作を起こし、以来世間から隠された存在であったため、1911年の父王の戴冠式にも出席しなかった。病状が悪化した晩年は、サンドリンガム・ハウス宮殿敷地内のウッド農場にて乳母とともに暮らしていたという。
家族からは「ジョニー(Johnny)」の愛称で呼ばれた。
兄弟との仲は悪くなく、特に兄ジョージとはよく遊んだとされるが、元々子供たちにあまり愛情を注がなかった母親との仲は終生よいといえるものではなかった。そのためか、乳母にはよく懐いていたという。

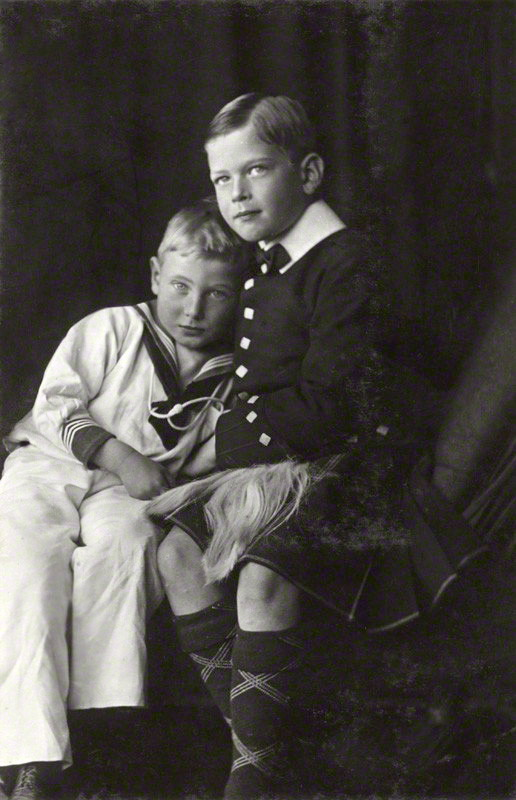
1909年、ジョンとジョージ

1919年1月18日午前5時30分、同地にて13歳で夭折した。サンドリンガムの聖マグダラのマリア教会に埋葬された。
イギリス王室の悲劇的存在として近年注目され、彼を主役にした映画も作成されたほか、チャンネル4でも彼を題材としたドキュメント番組が放送された。

## 称号
- 1905年7月12日 – 1910年5月6日
ジョン・オブ・ウェールズ王子殿下（英語: His Royal Highness Prince John of Wales）
- 1910年5月6日 – 1919年1月18日
ジョン王子殿下（英語: His Royal Highness The Prince John）